# Famille Boyer de Fonscolombe
La famille Boyer de Fonscolombe est une famille subsistante de la noblesse française, est issue d’une lignée d’artisans connue à Rognes depuis la fin du XVe siècle, et fixée au début du XVIIe siècle  à Aix-en-Provence. 
Probablement pour faire oublier son origine artisane, la famille prétendit par la suite être originaire d’Ollioules ou de Carnoules, afin de soutenir l’idée d’une souche commune avec l’une des principales familles du parlement d’Aix, les Boyer d’Eguilles, d’Argens et de Bandol.
Elle est anoblie en 1741 par une charge de secrétaire du roi.

## Histoire
Selon Gustave Chaix d'Est-Ange, s'appuyant sur une généalogie détaillée d'André Borel d'Hauterive dans l'Annuaire de la Noblesse de 1873 : la famille de Boyer de Fonscolombe est originaire de la petite ville d'Ollioules près de Toulon. Borel d'Hauterive fait remonter sa filiation à Antoine Boyer qui quitta Ollioules pour se fixer à Aix-en-Provence et qui épousa en 1619 Catherine Mille.
Cette thèse encore répandue de nos jours par de nombreux auteur est aujourd’hui infirmée. Les Boyer sont issues d’une lignée d’artisans couturier connue à Rognes depuis la fin du XVe siècle. Elle est divisée en deux branches dont l’aînée, enrichie dans le commerce de draps, acheta la terre de Fonscolombe au Puy-Sainte-Réparade (1719) qu’elle fit ériger en arrière-fief, avant d’acquérir une charge de secrétaire du roi. La seconde branche tint un rang honorable dans la bourgeoisie artisanale d’Aix, exerçant les activités de marchands gantiers, cordonniers, parfumeurs et drapiers ; elle s’allia avec la famille du peintre Joseph Cellony, avec les industriels du textile Bérage et Grégoire, et avec les Burel, maîtres orfèvres à Aix.
Marchands de tissus, face à l'hôtel de ville d'Aix-en-Provence et paroissiens de la cathédrale Saint-Sauveur d’Aix, les Boyer, puis Boyer de Fonscolombe, exercent à partir du milieu du XIIIe siècle des emplois juridiques, militaires et diplomatiques et s’établissent, fortune faite, en vis-à-vis du palais archiépiscopal. Pour Frédéric d'Agay « Les Fonscolombe sont un exemple de l'ascension rapide, aux plus hauts rangs, sous l’ancien Régime, de ceux que distinguaient l’intelligence et la fortune »[réf. non conforme].
Laurent Boyer de Fonscolombe (Aix, 1716-1788), fils aîné d'Honoré Boyer (1683-1756), avocat au parlement de Provence, fut l'un des grands collectionneurs français du XVIIIe siècle. Il fut le père d'Emmanuel (Aix, 1744 - 1810), conseiller au Parlement de Provence (1767), acquéreur de la baronnie de La Môle, près de Saint-Tropez (1770), naturaliste et agronome. Emmanuel est père d'Étienne Hippolyte (1772 - 1853), entomologiste, propriétaire du château et de l'hôtel de Fonscolombe, de Charles (1778 - 1838), émigré, conseiller-général des Bouches-du-Rhône, agronome, propriétaire du château de La Môle, et de Marcelin (1780 - 1855), peintre, dessinateur et numismate.
Cofondateurs du bureau de bienfaisance d’Aix, à la fin de l'ancien régime, puis de l'Académie d'Aix, les Boyer de Fonscolombe comptent dans la famille, des peintres, des musiciens, parfois compositeurs, des comédiens, un collectionneur d'art, des hommes de lettres, des agronomes, naturalistes, entomologistes.

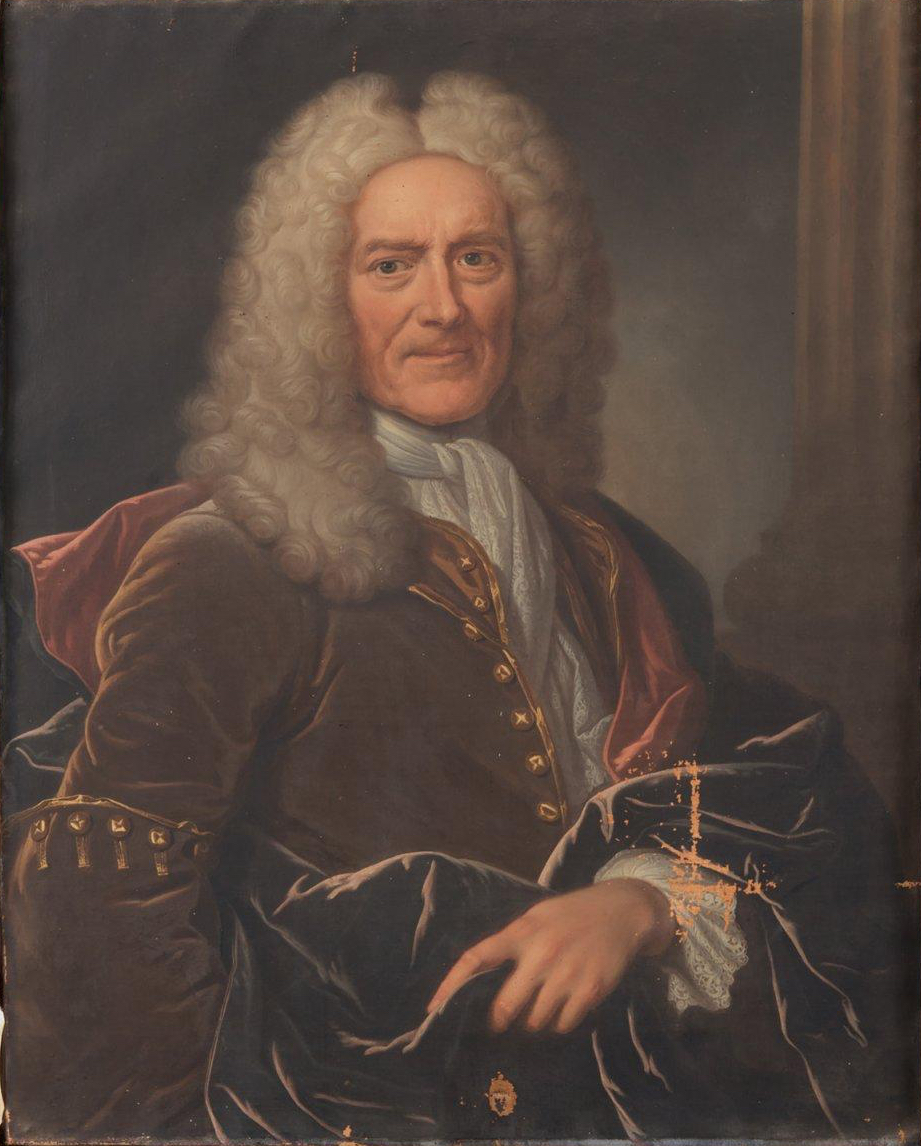
Portrait de Denis Boyer de Fonscolombe (1656-1740) (atelier de Louis-Michel van Loo).
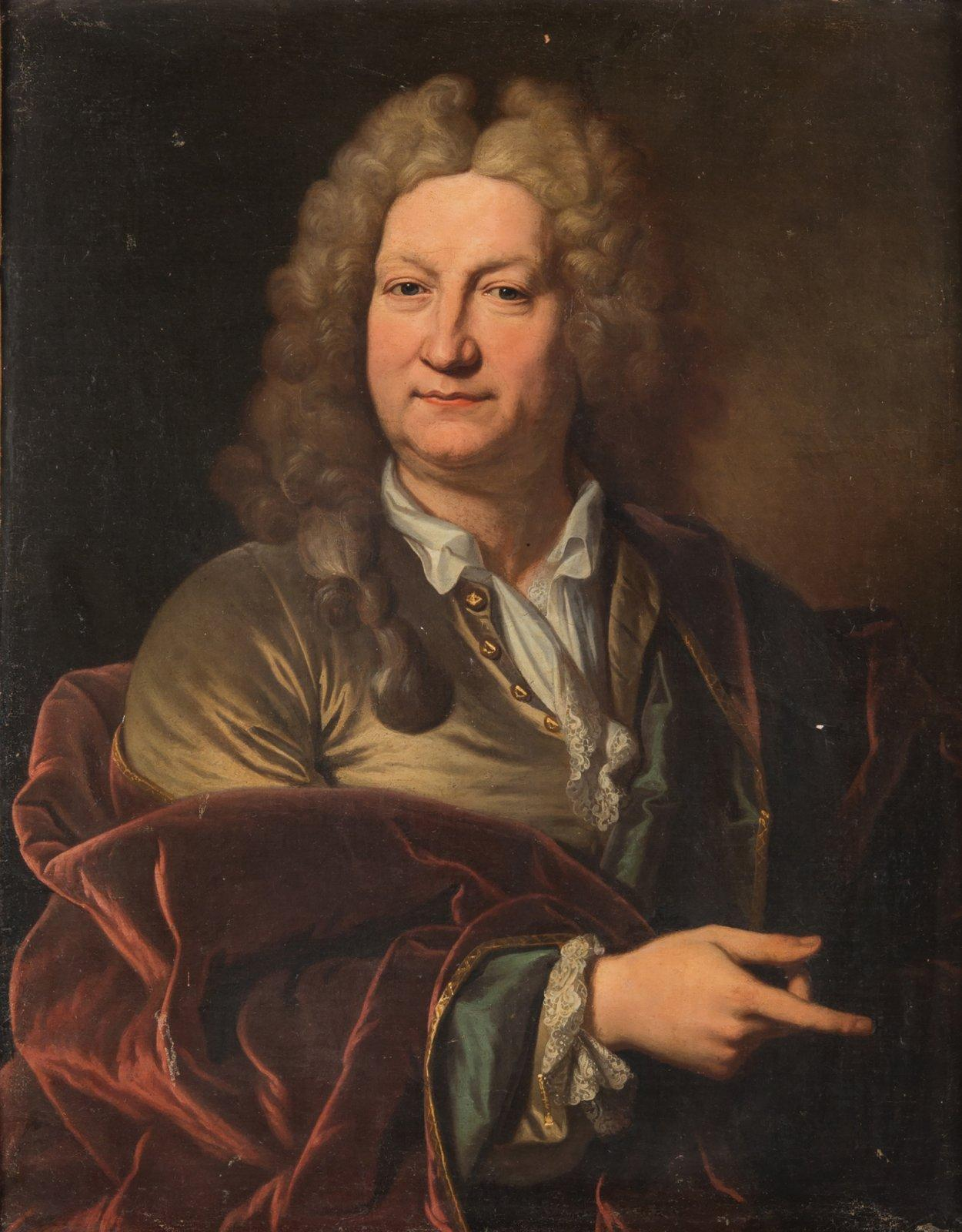
Portrait d'Honoré Boyer de Fonscolombe (1683-1756) par Jean Ranc.
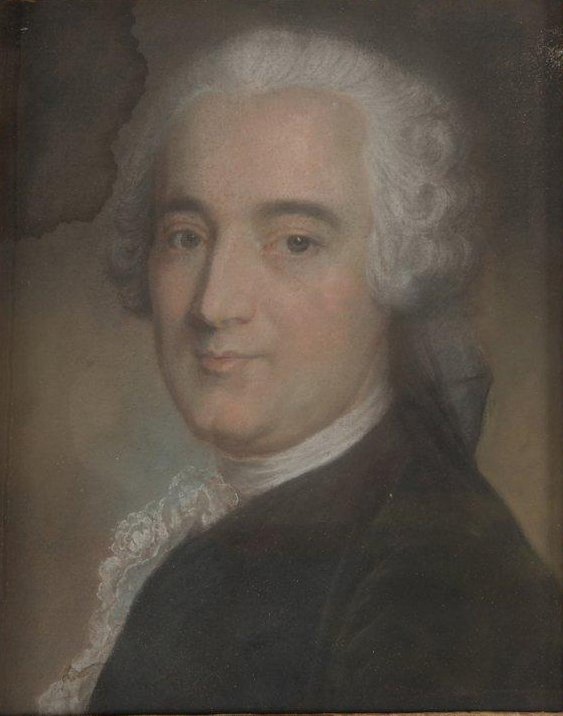
Portrait de Jean-Baptiste-Laurent Boyer de Fonscolombe (1716-1788) par Claude Arnulphy.
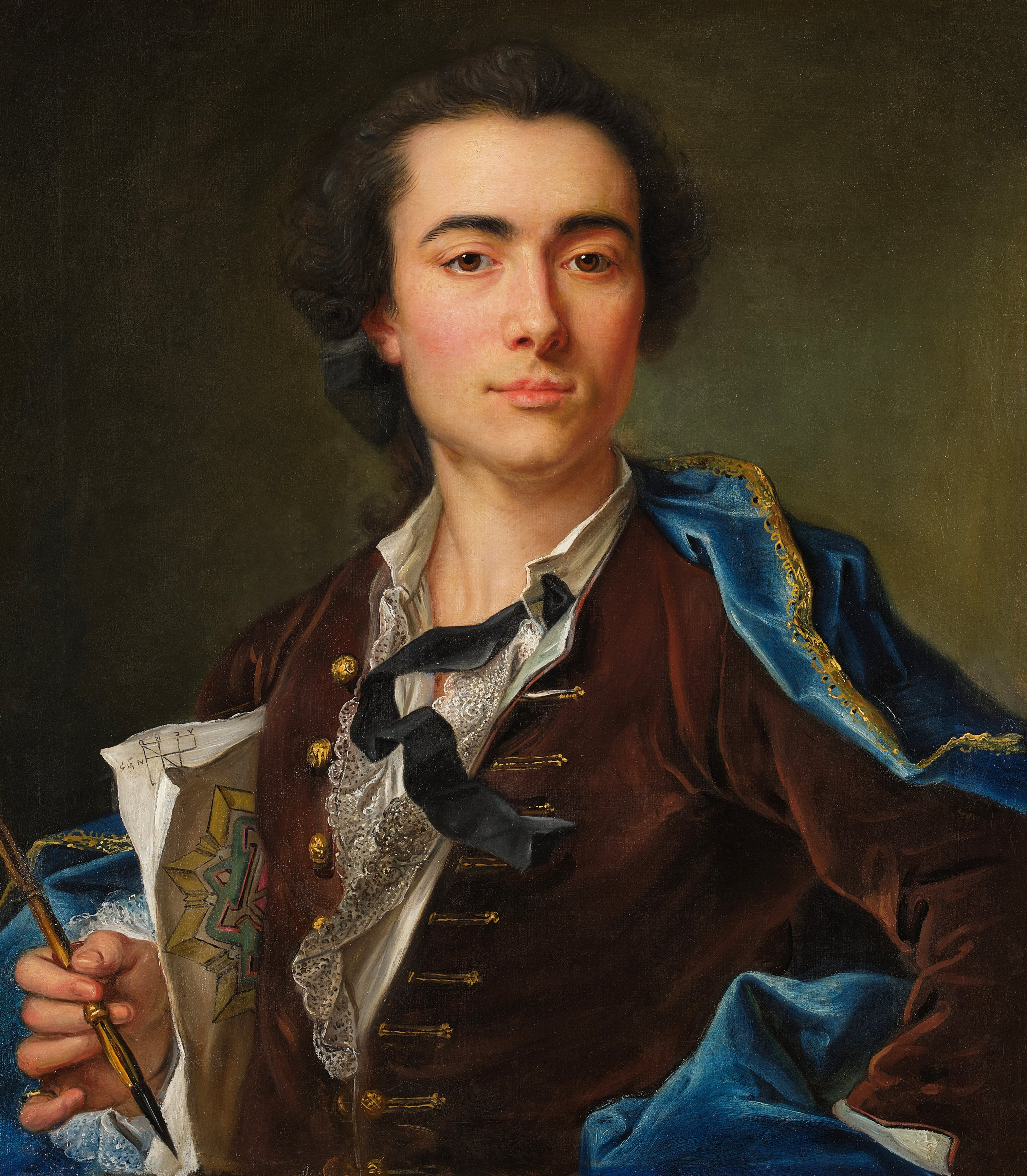
Portrait de Jean-Baptiste Boyer de Fonscolombe (1719-1785) par Claude Arnulphy.

## Propriétés

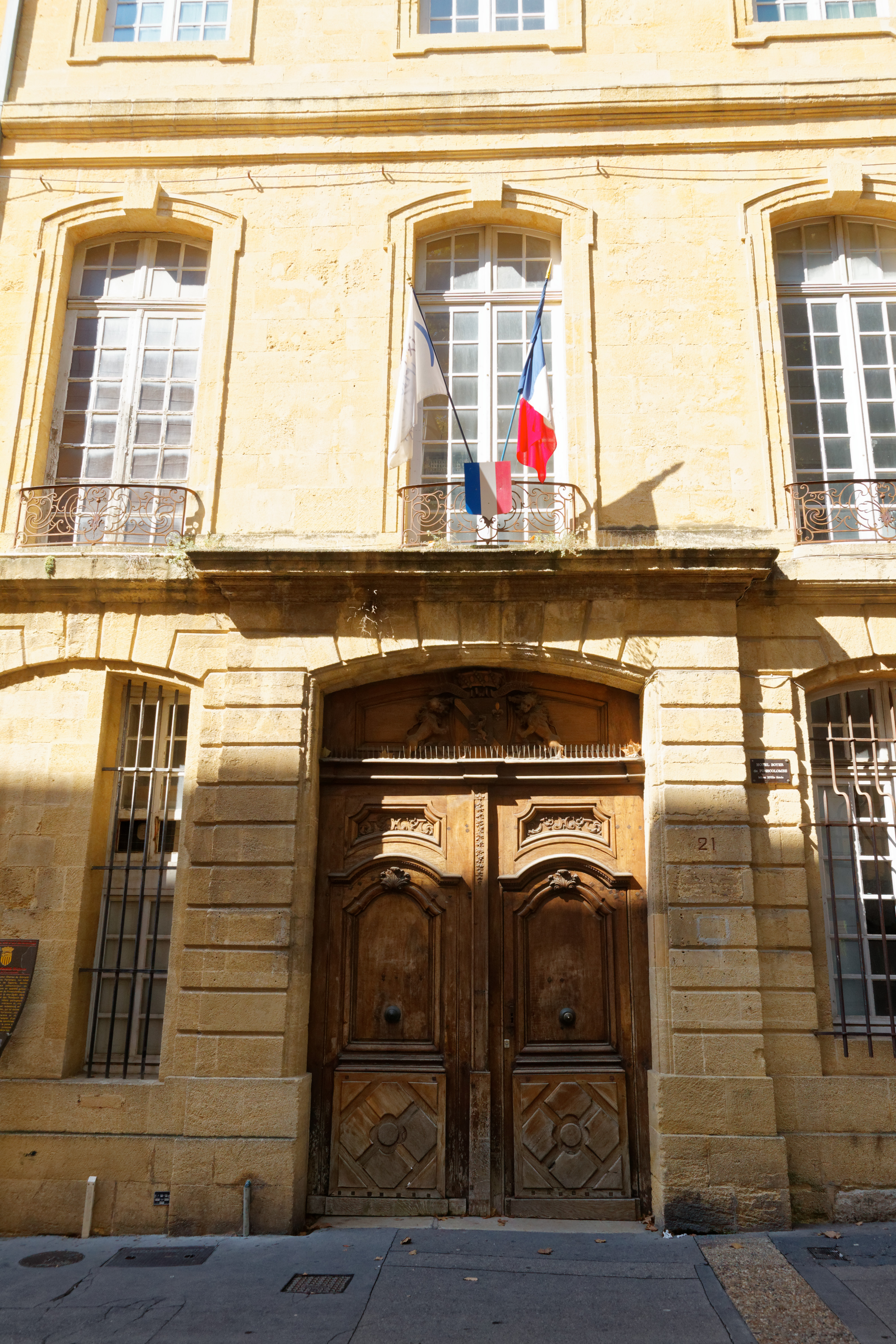
Aix-Hôtel Boyer de Fonscolombe.

- Hôtel Boyer de Fonscolombe à Aix acquis en 1743 de la famille Forbin de La Barben par Honoré Boyer de Fonscolombe[4].
- Château de Fonscolombe (de 1718 au Second Empire)[5].
- Château de La Môle.
- Château de Lanfant[6].
- Hôtel Meyronnet de Saint-Marc à Aix (branche de Meyronnet-Saint-Marc, éteinte en 1980)[7].
- Château de Saint-Marc à Saint-Marc-Jaumegarde (branche de Meyronnet-Saint-Marc, éteinte en 1980)[7].
- Château de Mortefontaine (branche de Meyronnet-Saint-Marc, éteinte en 1980).

## Armes
D'azur au bœuf passant, soutenu d'une trangle, accompagnés en chef de trois étoiles rangées et en pointe d'un cœur le tout d'or.
D'azur au bœuf passant d'or, sur une trangle du même, accompagnés en chef de trois étoiles et en pointe d'une cœur, le tout d'or.

## Titres
- Baron de la Môle (1864) : Emmanuel de Boyer, seigneur de Fonscolombe, acquit le 3 février 1770 du marquis de Suffren l'ancienne baronnie de la Môle et fut connu depuis lors sous le titre de baron de la Môle qui a été conservé par ses descendants. Son descendant, Emmanuel de Fonscolombe, fut confirmé le 1er août 1864 par décret de Napoléon III dans la possession du titre de baron de la Môle[10].

## Personnalités
- Honoré Boyer de Fonscolombe (en) (1683-1756), négociant et banquier, consul d'Aix,
- Jacques Boyer (1685 - 1748), prêtre, membre de la compagnie de Jésus, prédicateur et directeur du collège d'Aix,
- Laurent Boyer de Fonscolombe (1716 - 1788), avocat au Parlement de Provence (vers 1740), collectionneur ayant formé un cabinet de tableaux, d'estampes, mais aussi de livres rares, comprenant plus de 200 tableaux et presque 1.500 dessins, incluant des œuvres de Poussin, Claude Lorrain, Rembrandt, Boucher, Fragonard, Baudouin, Vernet, Guido Reni et Pierre Peyron[11].
- Luc Boyer de Fonscolombe (1718 - 1788), surnommé « le dévot », lieutenant (1738) puis capitaine au régiment de Brie (vers 1745) et chevalier de l'ordre de Saint-Louis (dès 1757),
- Jean-Baptiste Boyer de Fonscolombe (1719 - 1783), surnommé « le peintre », capitaine au régiment de Flandre (1747), chevalier de St Louis (1759), peintre miniaturiste, membre de l'Académie de peinture et sculpture de Marseille (1766) et de l'Académie de dessin de Rome (1767)[12],
- Joseph Roch Boyer de Fonscolombe (1722 - 1799), diplomate, ami de Choiseul et artisan du rattachement de la Corse à la France en 1768,
- Antoine Boyer de Fonscolombe (vers 1725-30 - 1809), lieutenant-colonel d’infanterie, puis major du régiment de Normandie avec rang de colonel, chevalier de Saint-Louis,
- Étienne de Fonscolombe (1772 - 1853), dont le prénom usuel était Hippolyte, entomologiste, grand-père de Gaston de Saporta,
- Emmanuel de Fonscolombe (1810 - 1875), baron de La Môle, musicien et compositeur, également féru de géologie, de botanique et d’entomologie,
- Ludovic de Fonscolombe (1818 - 1888), Saint-Cyrien (1837), officier de cavalerie, campagne de Crimée (1854-1856), colonel du 8e régiment de Dragons (1869), commandant d'une brigade de Dragons pendant la guerre de 1870, officier de la Légion d’Honneur (1871), commandeur du Ordre du Lion et du Soleil de Perse ; après la guerre de 1870, demeuré chef de corps du 8e Dragons, il a pour lieutenant-colonel Robert d'Orléans, duc de Chartres,
- Fernand de Fonscolombe (1841 - 1914), « disponible pour la cause pontificale et royale, il entre dans les zouaves (1865-1870), devient légionnaire de l'Ouest (1870-1871), puis se met au service du comte de Paris et du duc d’Orléans à partir de la loi d'exil en 1886 »[13].
- Philippe de Fonscolombe de Meyronnet (1849 - 1929), baron de Saint Marc, Saint-Cyrien (1867), officier d’infanterie, guerre de 1870-1871 et campagne de Kabylie lors de la révolte de Mokrani (1872), maire de Mortefontaine (1884 - 1920), chevalier de la Légion d’Honneur à titre militaire (1920) pour son action en 1914, commandeur de Saint-Grégoire,
- André de Fonscolombe (1909 - 2002), diplomate, interprète des entretiens entre de Gaulle et Staline (1945), consul général à Léningrad (1972-1974), officier de la Légion d’Honneur et commandeur du Mérite, secrétaire général adjoint de l’Académie diplomatique internationale.

## Alliances
Pellegrin (vers 1580), Mille (1609), Cézanne (1654), Carnaud (1655, 1702, 1713), Gérard (1678), Gassendy (1686), Cellony (1692), Balon de Saint-Julien (1705), Bonardy (1712), d'Archias (1717), Miollis (1741), Albert de Saint-Hippolyte (1744), Jeamble de Grisolles (1746), Le Blanc de Ventabren (1771), d'Olivary (1796), Catelin (1798), Cotti (1810), Cymon de Beauval (1819), Saporta (1821), Salavy (1838), Ruffo de Bonneval (1845), Chabot de Souville (1848), La Forêt (1856), Corbin (1873), Romanet de Lestrange (1873), Vogüé (1875), Pascal (1884), Teissier de Cadillan (1885), Saint-Exupéry (1896), Fontaines (1903), Popoff (1903), Waln (1903), Gavoty (1907), Ravel d'Esclapon (1910), Dubern (1913), Lombard de Buffières (1920), Fesquet (1925), Brunet de la Charie (1929), Sauville de La Presle (1934), Langle de Cary (1938), Duval-Fuchs, La Crompe de la Boissière, Ferrières de Sauveboeuf (1948).

## Pour approfondir